# Plecia javensis
Plecia javensis är en tvåvingeart som beskrevs av Edwards 1925. Plecia javensis ingår i släktet Plecia och familjen hårmyggor. Inga underarter finns listade i Catalogue of Life.